# 동키콩 리턴즈
동키콩 컨트리 리턴즈(Donkey Kong Country Returns, 일본어: ドンキーコング リターンズ)는 레트로 스튜디오가 개발하고 닌텐도가 Wii 콘솔용으로 배급한 2010년 횡스크롤 플랫폼 게임이다. 이 게임은 2010년 11월 북아메리카에서 처음 출시되었고, PAL 지역과 일본에서 그 다음달에 출시되었다. 동키콩 리턴즈 3D(Donkey Kong Country Returns 3D)라는 제목의 몬스터 게임스의 닌텐도 3DS 이식판은 2013년 2월 발표되었으며 북아메리카와 PAL 지역에서는 2013년 5월, 일본에서는 그 다음 달에 출시되었다.
동키콩 컨트리 리턴즈는 1999년 동키콩 64 출시 이후로 최초의 전통적인 가정용 콘솔 동키콩 게임이었으며 오리지널 3부작 개발사 레어가 참여하지 않은 동키콩 컨트리 시리즈 중 첫 번째 작품이다. 이 게임은 상업적으로 성공했다. 전 세계적으로 6,530,000본 이상을 판매했으며 가장 많이 팔린 Wii 게임들 가운데 하나가 되었고 그래픽스, 레벨 디자인, 게임플레이 면에서 긍정적인 평가를 받은 반면 모션 컨트롤과 난이도 면에서는 엇갈린 평가를 받았다.
후속작 동키콩 컨트리 트로피컬 프리즈는 2014년 2월 Wii U용으로 출시되었고 2018년 5월 닌텐도 스위치용으로 이식되었다.

## 평가
| 평론 점수 평론사 점수 3DS Wii 1UP.com N/A A [ 1 ] 4Players 88/100 [ 2 ] N/A CVG N/A 8.8/10 [ 3 ] 디스트럭토이드 10/10 [ 4 ] 10/10 [ 5 ] 에지 N/A 7/10 [ 6 ] EGM 7/10 [ 7 ] N/A 유로게이머 8/10 [ 8 ] 9/10 [ 9 ] 게임 인포머 8.5/10 [ 10 ] 9.5/10 [ 11 ] 게임 레볼루션 4.5/5 [ 12 ] A- [ 13 ] 게임프로 N/A 4/5 [ 14 ] 게임스팟 7/10 [ 15 ] 8.5/10 [ 16 ] 게임스파이 N/A [ 17 ] 게임스레이더+ [ 18 ] [ 19 ] 게임즈TM 8/10 [ 20 ] 8/10 [ 21 ] 게임트레일러스 N/A 9/10 [ 22 ] 게임존 N/A 8/10 [ 23 ] 자이언트 밤 N/A [ 24 ] 하드코어 게이머 4.5/5 [ 25 ] N/A 하이퍼 90/100 [ 26 ] N/A IGN 8.9/10 [ 27 ] 9/10 [ 28 ] Joystiq N/A [ 29 ] NGamer N/A 8.7/10 [ 30 ] 닌텐도 라이프 [ 31 ] [ 32 ] 닌텐도 파워 N/A 8.5/10 [ 33 ] 닌텐도 월드 리포트 8.5/10 [ 34 ] 9.5/10 [ 35 ] ONM 80% [ 36 ] 91% [ 37 ] PALGN N/A 9/10 [ 38 ] 플레이 N/A 80% [ 39 ] 포켓 게이머 [ 40 ] N/A 폴리곤 9/10 [ 41 ] N/A 가디언 N/A [ 42 ] 비디오 게임 (DE) N/A 88% [ 43 ] VideoGamer.com 8/10 [ 44 ] 8/10 [ 45 ] 엑스플레이 N/A [ 46 ] 통합 점수 게임랭킹스 83.51% [ 47 ] 87.87% [ 48 ] 메타크리틱 83/100 [ 49 ] 87/100 [ 50 ] |        |        |
| 평론 점수 |        |        |
| 평론사 | 점수   | 점수   |
| 평론사 | 3DS    | Wii    |
| 1UP.com | N/A    | A      |
| 4Players | 88/100 | N/A    |
| CVG | N/A    | 8.8/10 |
| 디스트럭토이드 | 10/10  | 10/10  |
| 에지 | N/A    | 7/10   |
| EGM | 7/10   | N/A    |
| 유로게이머 | 8/10   | 9/10   |
| 게임 인포머 | 8.5/10 | 9.5/10 |
| 게임 레볼루션 | 4.5/5  | A-     |
| 게임프로 | N/A    | 4/5    |
| 게임스팟 | 7/10   | 8.5/10 |
| 게임스파이 | N/A    | [ 17 ] |
| 게임스레이더+ | [ 18 ] | [ 19 ] |
| 게임즈TM | 8/10   | 8/10   |
| 게임트레일러스 | N/A    | 9/10   |
| 게임존 | N/A    | 8/10   |
| 자이언트 밤 | N/A    | [ 24 ] |
| 하드코어 게이머 | 4.5/5  | N/A    |
| 하이퍼 | 90/100 | N/A    |
| IGN | 8.9/10 | 9/10   |
| Joystiq | N/A    | [ 29 ] |
| NGamer | N/A    | 8.7/10 |
| 닌텐도 라이프 | [ 31 ] | [ 32 ] |
| 닌텐도 파워 | N/A    | 8.5/10 |
| 닌텐도 월드 리포트 | 8.5/10 | 9.5/10 |
| ONM | 80%    | 91%    |
| PALGN | N/A    | 9/10   |
| 플레이 | N/A    | 80%    |
| 포켓 게이머 | [ 40 ] | N/A    |
| 폴리곤 | 9/10   | N/A    |
| 가디언 | N/A    | [ 42 ] |
| 비디오 게임 (DE) | N/A    | 88%    |
| VideoGamer.com | 8/10   | 8/10   |
| 엑스플레이 | N/A    | [ 46 ] |
| 통합 점수 |        |        |
| 게임랭킹스 | 83.51% | 87.87% |
| 메타크리틱 | 83/100 | 87/100 |